# 9307 Регіомонтан
9307 Регіомонтан (9307 Regiomontanus) — астероїд головного поясу, відкритий 21 серпня 1987 року.
Тіссеранів параметр щодо Юпітера — 3,538.
Названо на честь відомого німецького астронома Регіомонтана (1436-1476)